# Molekularna biologija
Molekularna biologija ali molekulska biologija se ukvarja s proučevanjem genskega zapisa oziroma njegovega izražanja, prepisovanja. Področje molekularne biologije je zelo močno povezano in prepleteno z biokemijo, genetiko, genskim inženirstvom in molekularno biotehnologijo.

## Tehnike molekularne biologije
V molekularni biologiji se uporabljajo naslednje tehnike: 
- izolacija nukleinskih kislin (DNA, RNA)
- ločevanje nukleinskih kislin (agarozna gelska elektroforeza, poliakrilamidna gelska elektroforeza DNK)
- verižna reakcija s polimerazo

## Kako izolirati nukleinske kisline?
- Izolacija DNA

Najprimernejš vir so levkociti ali bele krvničke. Za postopek potrebujemo najmanj 30mL krvi, to nato damo v epruveto, ki vsebuje analizni agent. 
Dodamo hipotonično raztopino- to nam namreč omogoča, da se celice 'napijejo' vode in s tem razpočijo. Zanimivo pa je, da pri tem razpočijo le eritrociti ali rdeče krvničke, medtem ko levkociti ostanejo nedotaknjeni.
Kri nato zberemo, centrifugiramo in operemo. Za uničenje notranje membrane uporabimo detergent ali natrijev docecilsulfat.
Dodatek proteina K pa prispeva k uničenju proteinov in s tem osoboditvi molekule DNA.
Dobimo torej raztopino DNA, ki vsebuje drobe, ki pa jih moramo očistiti. To naredimo z dodatkom fenola in kloroforma. Fenol namreč uniči proteine, kloroform pa raztopi organske delce. Ker nukleinske kisline, kamor spada tudi DNA ni so topne v organskem topilu, se razporedijo v vodno fazo. (gostota nukleinskih kislin je večja od 1).
V organski fazi se tako nahajajo lipidi in proteini,
medtem ko so v vodni fazi nukleinske kisline.
Na koncu dodamo etanol (v hladnem), s tem oborimo DNA (prisotnost RNA lahko zanemarimo, saj je v večini uničena). DNA, ki jo dobimo s tem postopkom je stabilna.
- Izolacija celotne RNA

Problem pri izolaciji RNA je, da je ta zelo hitro uničena z RNAzo (to je namreč encim, ki je zelo aktiven in odporen na vročino, zdrži namreč tudi do 1h pri 90 °C. Nahaja pa se pri vseh [bakterijah]). Paziti moramo predvsem na sterilnost. Postopek je podoben prejšnjemu. (glej Kako izolirati molekulo DNA?).
Razlika je predvsem to, da moramo dodati DNAzo - saj le ta lahko uniči molekulo DNA, ter PROTEAZO, ki uniči proteine.
Tako kot DNA se tudi RNA nahaja v vodni fazi. Da jo oborimo uporabimo etanol.
- Izolacija mRNA

Ločevanje mRNA je malce težje, kot prej omenjeni postopki. Najprej moramo izolirati celotno RNA, po prej omenjenem postopku. 
mRNA ali sporočilna RNA ima posebnost na 3' koncu, saj tu vsebuje zaporedje več adeninov (to posebnost imenujemo poliA)
Za ločevanje mRNA od preostale nukleinske kisline uporabimo 
gelsko kromatogradijo. Gel mora vsebovati nukleotide poliU ali poliT, saj se le omenjeni timin in uracil lahko povežeta z adeninom. Kot mobilno fazo uporabimo celotno RNA (ki smo jo že prej izolirali). Ker se mRNA veže na gel, pride do retenzije le te. Ostale nukleinske kisline pa potujejo hitro in se s tem izločijo. mRNA 'snamemo' s pomočjo ionske raztopine (raztopine, ki povzroči razpad vez med A-T in A-U). 
Tako kot vse ostale nukleinske kisline tudi to oborimo z etanolom.

## Doziranje in ločevanje DNA in RNA
Posebnost nukleinskih kislin je, da je maksimalna absorbcija pri 260 nm (hkrati pa je absorbcija sorazmerna s količino nukleinskih kislin). Pri absorbciji uporabljamo enote 1DO.
1 DO: za 40 μg/L RNA

1 DO: za 25 μg/L DNA (enojna vijačnica)

1 DO: za 50 μg/L DNA (dvojna vijačnica)
Proteini imajo maksimalno absorbcijo pri 280 nm, fenol pa pri 270 nm.
Če iščemo prisotne proteine, ki so vezani na DNA, moramo narediti dve meritvi; eno pri 280 in drugo pri 260 nm.
Če obstaja čista DNA potem je absorpcija med
(Za fenol je treba narediti posebno meritev, saj absorbira pri 270 nm)
1,8 < (DO 260/ DO 280) < 2

## Za ločevanje uporabimo elektroforezo
–  NA GELU
Hitrost je odvisna od števila baz na DNA  (to pomeni, da je odvisna od PM, ter od koncentracije, ali z drugimi besedami: daljša je veriga manjša je hitrost premikanja molekul po gelu)
Poznamo različne gele:

a) poliakrilamid: če želimo ločiti delce DNA < od 1000pb

b) gel AGAROZE: za daljše delce (koncentracija gela je med 0,5 – 1,5 %) za dele z 0,5 – 20 kpb
–   ELEKTRIČNO POLJE
Uporabimo gel agaroze 1 %, za ločevanje delcev nad 50kbp
(Faza električnega polja se spreminja v času, kar omogoča ločevanje velikih delcev)
Omenjeni tehniki sta zelo dobri za določanje dolžine verige, predvsem pa zelo natančni. Dolžino verige lahko določimo tako, da poleg neznanega vzorca dodamo nukleinsko kislino znane dolžine, nato s pomočjo primerjave (grafa) odčitamo dolžino.

## Graf elektroforeze
dovoli ločevanje dolžine DNA, ki je zelo natančna in najbolj uporabljena v Evropi. (dolžina potovanja je obratno sorazmerna z log števila baz)

## Označevanje in odkrivanje nukleinskih kislin
Uporablja se etidijev bromid. Ta dovoli obarvanje nukleinskih kislin, ki so bile ločene z elektroforezo. Etidijev bromid je spojina, ki se vriva med baze nukleinske kisline, in jih s tem obarva. Spojina je kancerogena. 
Če nato uporabimo svetlobo UV pri 300 nm, ta spojina povzroča flouroscenco in seva oranžno barvo.

## Centrifugacija
Uporabimo CeCl2, ki ima enako gostoto kot nukleinske kisline!
Ta raztopina se razporedi glede na gostoto, ko dodamo nukleinske kisline –se postavijo na isto mesto!
Ko enkrat preverimo gostoto DNA, če je čista je med 1,4 in 1,5. Dodamo spojini, ki vsebujeta to gostoto, če je DNA vmes, pomeni, da je čista.

## Sinteza oligonukleotidov z uporabo avtomata
Oligonukleotidi so zelo kratki delčki z nekaj nukleotidov. Nukleotidi so tako dodani v aparat v obliki β-cianoetilfosforamid. Prvi nukleotidi se vežejo na 3' mesto. Za vezavo drugega nukleotida je treba dodajati nukleotide, pri tem pa prvega aktivirati in hkrati zaščititi drugi konec, za tretjega pa moramo ponovno aktivirati zavarovani del drugega nukleotida,....

## PCR (verižna polimerazna reakcija)
V PCR se odsek DNA podvoji s pomočjo encima polimeraze, DNA se tako množi eksponentno. Reakcija poteka v ciklih, v katerih pri različnih temperaturah potekajo različni procesi: najprej pride pri 90 °C do ločitve obeh verig DNA, pri nižji temperaturi (cca. 60 °C) se na DNA vežeta oligonukleotidna začetnika, v tretji fazi pa polimeraza podaljša obe verigi z dodajanjem komplementarnih nukleotidov.
Za izvebo reakcije potrebujemo čisto DNA, Taq polimerazo (encim, ki je aktiven pri 90 °C in ga pridobivamo iz bakterije Thermus aquaticus, ki živi v vroči vodi), nukleotide in oligonukleotidne začetnike. 
Prednosti PCR je relativno enostavna izvedba in učinkovistost, saj v kratkem času dobimo veliko količino DNA. 
Omejitve PCR so, da lahko pomnožujemo kratke odseke DNA, da moramo poznati zaporedje odseka (vsaj del za vezavo oligonukleotidnega začetnika). 